# Spyros Kyprianou
Spyros Achilleos Kyprianou (eller Cyprianou; grekiska: Σπύρος Κυπριανού), född 28 oktober 1932 i Limassol, död 12 mars 2002 i Nicosia, var en cypriotisk politiker som var Republiken Cyperns president från 1977 till 1988. Kyprianou studerade ekonomi, handel och juridik i London. Efter presidenten och ärkebiskopen Makarios III:s död blev Kyprianou år 1977 vald till president.